# アジレント・テクノロジー
アジレント・テクノロジー（英: Agilent Technologies）は、化学分析機器の開発・製造・販売・サポートを行う、業界最大手の企業。
ヒューレット・パッカードを源流とする企業である。
本社はアメリカ合衆国カリフォルニア州サンタクララ市。日本法人は営業を担当するアジレント・テクノロジー株式会社、開発・製造を担当するアジレント・テクノロジー・インターナショナル株式会社の2社が東京都八王子市に本社を置く。

## 沿革
- 1939年 - アメリカ合衆国カリフォルニア州パロアルトで、ウィリアム・ヒューレットとデビッド・パッカードによって、ヒューレット・パッカードが電気・電子計測機器メーカとして創業。
- 1999年 - ヒューレット・パッカード社からの会社分割により設立。コンピュータ、プリンタ以外の全部門（電気・電子計測機器、化学分析機器、医療機器、電子部品）の移管を受ける。
- 2000年 - ヒューレット・パッカードが株式を売却し、完全に独立する。
- 2001年 - 医療機器部門をフィリップスに売却。
- 2005年 - 電子部品部門をアバゴ・テクノロジーとして分離。
- 2006年 - 半導体テスト部門をベリジー・リミテッド（英語版）として分離。
- 2009年 - バリアン社を15億米ドルで買収する事を発表[1]。
- 2013年 - 2014年にライフサイエンス事業を営むアジレント・テクノロジー社と電子計測機器事業を営むキーサイト・テクノロジー社に事業を分割することを発表。
- 2014年 - 不採算を理由として、核磁気共鳴(NMR)装置事業からの撤退を発表、カスタマーサポートは継続して行われる予定[2]。
- 2019年 - デジタルプラットフォームをベースとするサブスクリプションビジネスへの参入を表明。

## 主な製品
- DNAマイクロアレイ
- ラボオートメーション
- ガスクロマトグラフ
- 高速液体クロマトグラフ
- キャピラリー電気泳動
- ICP-発光分光分析装置
- 質量分析計
  - ICP-質量分析装置(ICP-MSは日本で作製されている。)
- 紫外可視分光光度計